# لويس أكينو
لويس أكينو (بالإنجليزية: Luis Aquino)‏ هو لاعب كرة قاعدة أمريكي، ولد في 19 مايو 1964 في سانتورس ‏ في الولايات المتحدة.

## وصلات خارجية
- لويس أكينو على موقع الدوري الياباني لكرة القاعدة (الإنجليزية)
- لويس أكينو على موقعبيزبول رفرنس.كوم (الدوري الرئيسي) (الإنجليزية)
- لويس أكينو على موقعبيزبول رفرنس.كوم (الدوري الثانوي) (الإنجليزية)
- لويس أكينو على موقع إي إس بي إن.كوم (أم.أل.بي) (الإنجليزية)
- لويس أكينو على موقع مشجعي الرسوم البيانية (الإنجليزية)